# Eric Hilton

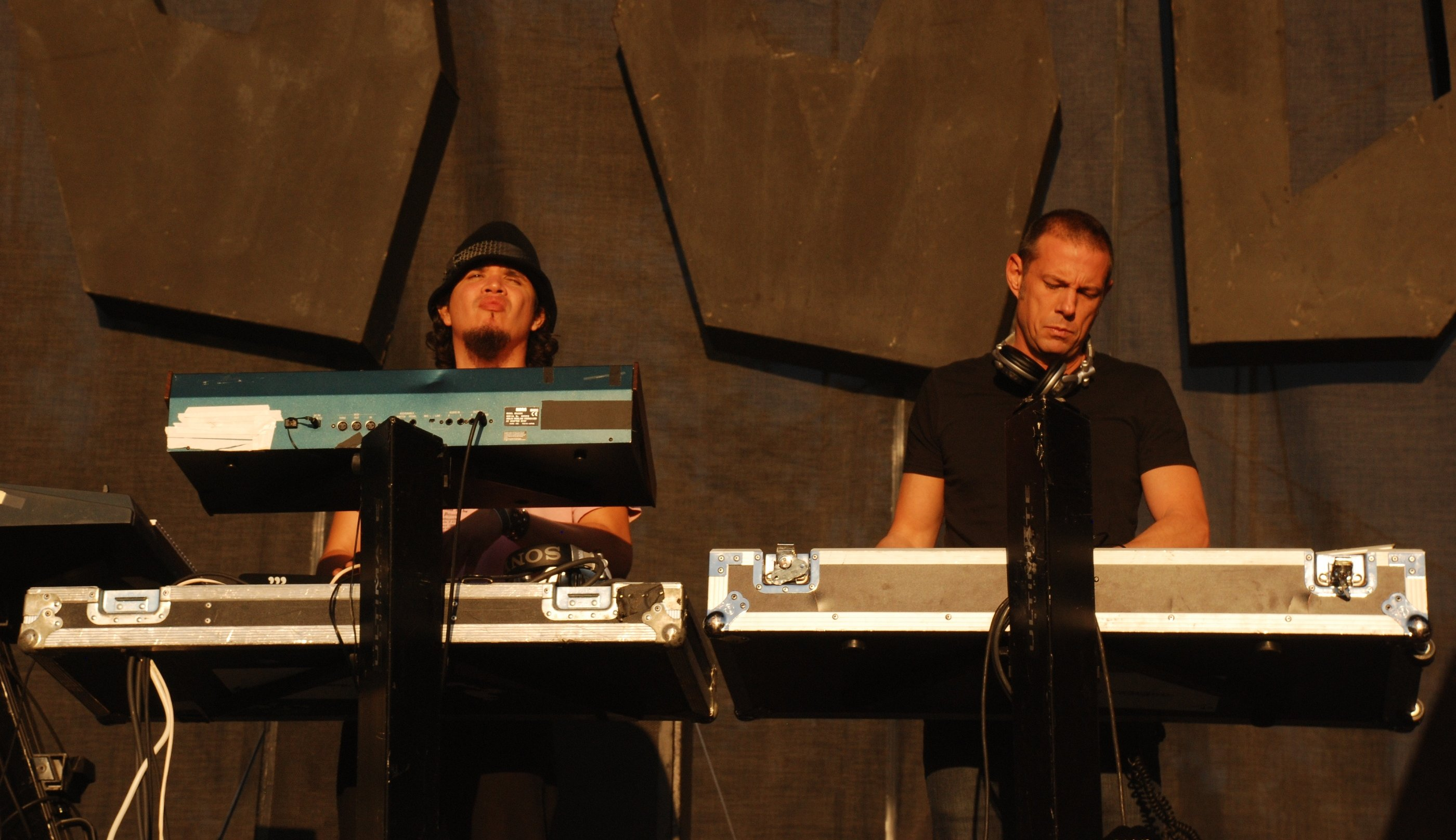
Rob Garza i Eric Hilton

Eric Hilton (ur. 1967 w Rockville) – amerykański didżej, multiinstrumentalista, kompozytor i producent muzyczny, współzałożyciel (z Robem Garzą) zespołu Thievery Corporation. Jest również właścicielem kilkunastu barów i restauracji w Waszyngtonie.

## Życiorys i twórczość

### Początki
Eric Hilton urodził się w 1967 roku w Rockville. Już jako nastolatek interesował się muzyką, zwłaszcza punk rockiem i new wave. W wieku 17 lat odkrył bossa novę. Mając 18 lat przeprowadził się do Waszyngtonu, gdzie znalazł pracę jako DJ w okolicznych klubach oraz organizator imprez w opustoszałych domach towarowych.

### Thievery Corporation
W 1995 roku założył w Waszyngtonie klub muzyczny Eighteenth Street Lounge. Spotkał w nim Roba Garzę, również didżeja. Spotkanie doszło do skutku dzięki ich wspólnej przyjaciółce. Postanowili wówczas założyć zespół, któremu dali nazwę Thievery Corporation. Zespół zadebiutował w 1996 roku albumem Sounds from the Thievery Hi-Fi, zadedykowanym jednemu z mistrzów bossa novy, Antôniowi Carlosowi Jobimowi. Proponował muzykę instrumentalną, utrzymaną w stylu pośrednim między trip hopem a acid jazzem. Garza i Hilton swej twórczości wykorzystywali tak różnorodne gatunki muzyczne jak: space rock, hip-hop, indyjski trip hop, dub, francuskie piosenki miłosne czy shoegaze łącząc je z niezwykłą spójnością w całość.

### Debiut filmowy
W 2009 roku Eric Hilton zadebiutował jako reżyser filmu Babylon Central do którego scenariusz napisał trzy lata wcześniej wspólnie z Philipem Hawkenem. Film, przedstawiający fikcyjną historię pewnego kuriera, który nocą wciela się w postać DJ-a, kręcono od jesieni 2006 do pierwszej połowy 2007 roku. Po zakończeniu zdjęć Hilton pracował z Robinem Bellem przez blisko dwa lata nad ostatecznym kształtem filmu. Gotowy produkt był dostępny zarówno jako fizyczne oraz cyfrowe wydanie poprzez stronę sklepu ESL Music.

### Działalność pozamuzyczna
Eric Hilton jest również właścicielem kilkunastu barów i restauracji w Waszyngtonie. Swoją działalność w tej branży kontynuował równolegle z działalnością muzyczną. W 2007 roku otworzył Marvin, restaurację w stylu belgijskim, która stała się ulubionym lokalem młodego personelu Białego Domu za czasów pierwszej kadencji Prezydenta Stanów Zjednoczonych Baracka Obamy. Razem z bratem Ianem wyszukał, a następnie zakupił kilka innych barów i restauracji w rejonie U Street. Lokale Hiltona są zróżnicowane co do stylu: Brixton (pub w stylu brytyjskim), Satellite Room (spelunka w stylu Los Angeles), American Ice Company (gospoda amerykańska w stylu wiejskim), El Rey (taqueria).